# Hans Schoofs
Hans Schoofs, né le 4 décembre 1963 à Mol est un homme politique belge flamand, membre du OpenVLD.
Il fut instituteur et attaché de presse.

## Fonctions politiques
- conseiller communal à Mol (2001 - )
- conseiller à la province d'Anvers (2001 - 2007)
- premier échevin à Mol (2001 - )
- Député au Parlement flamand :
  - depuis le 4 juillet 2007  au 7 juin 2009 en remplacement de Bart Somers